# Seleção Indiana de Futebol Feminino
A Seleção Indiana de Futebol Feminino representa a Índia nas competições de futebol feminino da FIFA. Sediou a Copa da Ásia de Futebol Feminino de 1979, ocupando o vice-campeonato na mesma.

## Campanhas de Destaque
- Copa da Ásia de Futebol Feminino de 1979: 2º Lugar
- Copa da Ásia de Futebol Feminino de 1983: 2º Lugar